# Uranotaenia falcipes
Uranotaenia falcipes är en tvåvingeart som beskrevs av Banks 1906. Uranotaenia falcipes ingår i släktet Uranotaenia och familjen stickmyggor.
Artens utbredningsområde är Filippinerna. Inga underarter finns listade i Catalogue of Life.